# Urbisaglia
Urbisaglia (de 1925 à 1945 Urbisaglia Bonservizi) est une commune italienne d'environ 2 800 habitants, située dans la province de Macerata, dans la région Marches, en Italie centrale. Son nom vient de celui de l'ancienne ville romaine de Urbs Salvia.

## Géographie
La ville se trouve au sommet de la colline de San Biagio, délimitée à l'ouest par la vallée de la rivière Entogge et à l'est par celle du fleuve Fiastra. Le climat est tempéré, caractérisé par des hivers pas trop froids et des étés pas trop chauds.

## Histoire

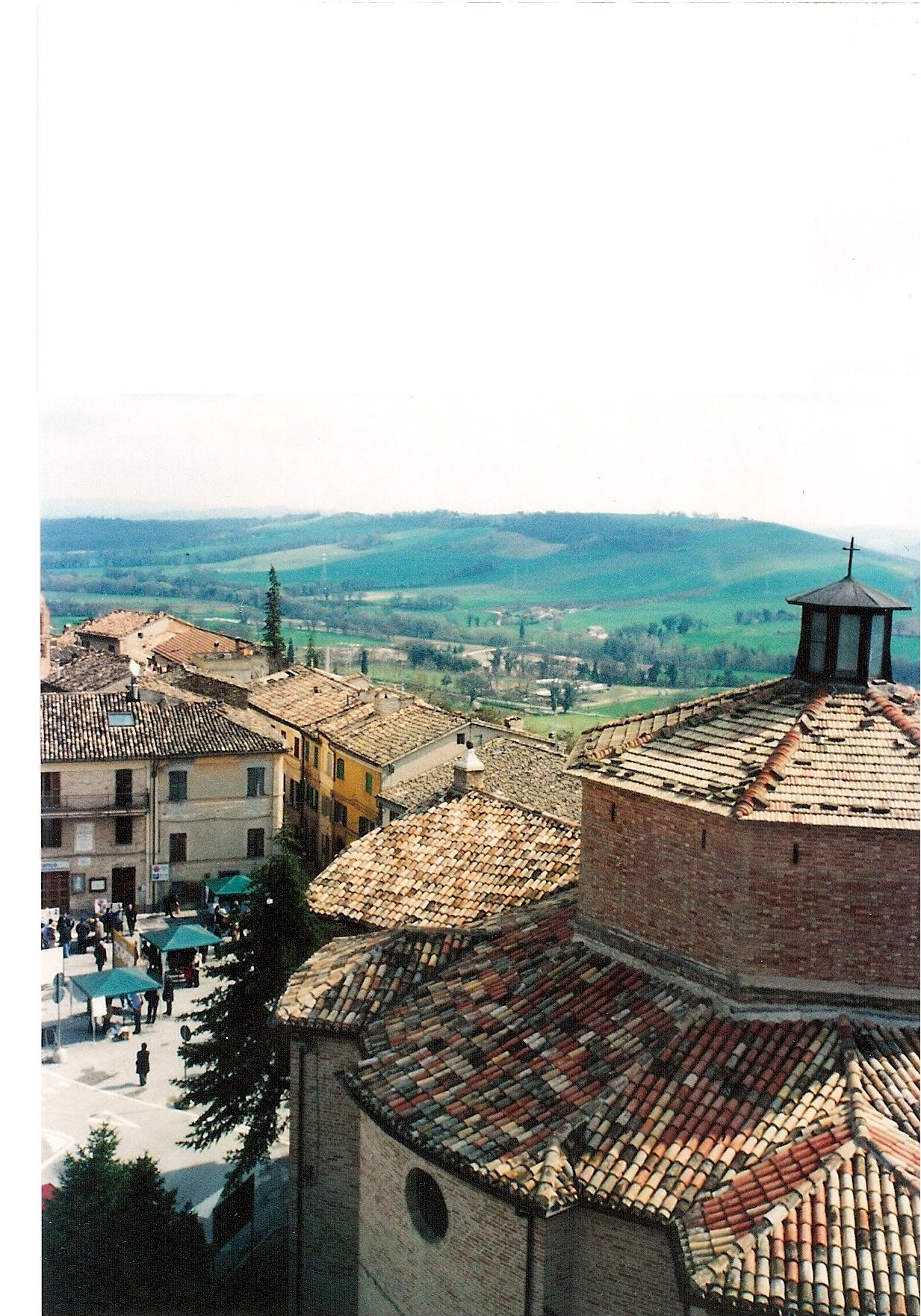
Panorama de Urbisaglia vu de la Rocca.

Ville de la Regio V Picenum, Urbs Salvia est née comme colonie au IIe siècle av. J.-C. Largement reconstruite entre l'époque d'Auguste et celle de Tibère (au début du Ier siècle ap. J.-C.), selon un précis projet de monumentalisation de la ville, sa décadence a commencé avec le passage des troupes de Alaric en 408-409 ap. J.-C.

Procope de Césarée nous donne un témoignage de la situation à Urbs Salvia au VIe siècle : dans son œuvre "Histoire de la Guerre" il décrit le misérable état de la ville.

Au cours des siècles suivants, les habitants de Urbs Salvia, en se réfugiant au sommet de la colline, ont donné origine au Castro de Orbesallia.

Au XIIe siècle près d'Urbisaglia des moines cisterciens ont fondé un très important pôle religieux, économique et culturel, l'Abbaye de Chiaravalle di Fiastra, qui a bien fort influencé toute la vallée du Fiastra et les territoires autour d'elle.
Entre le XIIe et le début du XIVe siècle Urbisaglia a été dominée par la famille Abbracciamonte, qui, à plusieurs reprises, a cédé à la ville de Tolentino les droits sur le château de Urbisaglia; notamment, la dernière cession par Fidesmido di Pietro a eu lieu en 1303, lorsque Tolentino est devenu le seul propriétaire d'Urbisaglia, en désignant ses podestats et en établissant dans le château une garnison pour prévenir les révoltes de la population ne supportant pas son pouvoir.

Après la seigneurie de Francesco Sforza (1433 - 1443), pendant laquelle le pouvoir était dans les mains de Elena Tomacelli (nièce du pape Boniface IX et femme de Taliano Furlano, condottiere de Sforza), Urbisaglia a été encore une fois dominée par Tolentino, qui demandait avec insistance au pape de pouvoir construire une forteresse (rocca) pour décourager d'éventuelles rébellions. La construction de la Rocca de Urbisaglia a été autorisée par pape Alexandre VI en 1497; en 1507 Tolentino y établissait une garnison de 12 soldats pour la défendre.

En 1564 les Urbisalviensi (habitants de Urbisaglia) ont présenté une pétition au pape Pie IV pour demander leur autonomie de Tolentino ; l'issue de l'expédition fut positive, mais le pape mourut, ainsi la libération a eu lieu en 1569, sous le pontificat de Pie V, lorsque la ville a été placée directement sous la dépendance du Saint-Siège.
Pendant le gouvernement pontifical, on a effectué les premières fouilles dans la ville romaine, tandis qu'après l'Unité de l'Italie le niveau de vie de la population s'est beaucoup amélioré grâce au développement industriel, qui a permis la naissance d'une filature, d'une bonneterie et d'une savonnerie.
Avec les donations des bienfaiteurs Angelo Buccolini, Innocenzo Petrini et du marquis Alessandro Giannelli, on a pu bâtir à Urbisaglia une école maternelle, un hôpital, un hospice pour personnes âgées et un mont-de-piété.
Pendant la période fasciste, au nom Urbisaglia a été ajouté "Bonservizi", en mémoire de l’habitant d'Urbisaglia Nicola Bonservizi journaliste du Peuple d’Italie et fondateur des Faisceaux de Paris, assassiné dans la capitale française en 1924 par un anarchiste.
Le camp d'internement d'Urbisaglia a été ouvert villa Giustiniani Bandini à l'Abbadia de Fiastra et est resté actif de juin 1940 jusqu'au mois d'octobre 1943. Les internés étaient une centaine, en majorité Juifs de l'Italie mais aussi réfugiés de l'Allemagne, Autriche, et des Balkans.
Au mois d'octobre 1943, une unité allemande a pris la tête du camp ; les prisonniers qui n'ont pas réussi à s'enfuir ont été envoyés au camp de Fossoli, antichambre pour les Juifs du camp d'Auschwitz. Parmi les déportés du groupe d'Urbisaglia, le médecin Paul Pollak sera le seul Juif rescapé.

### Le parc archéologique de Urbs Salvia

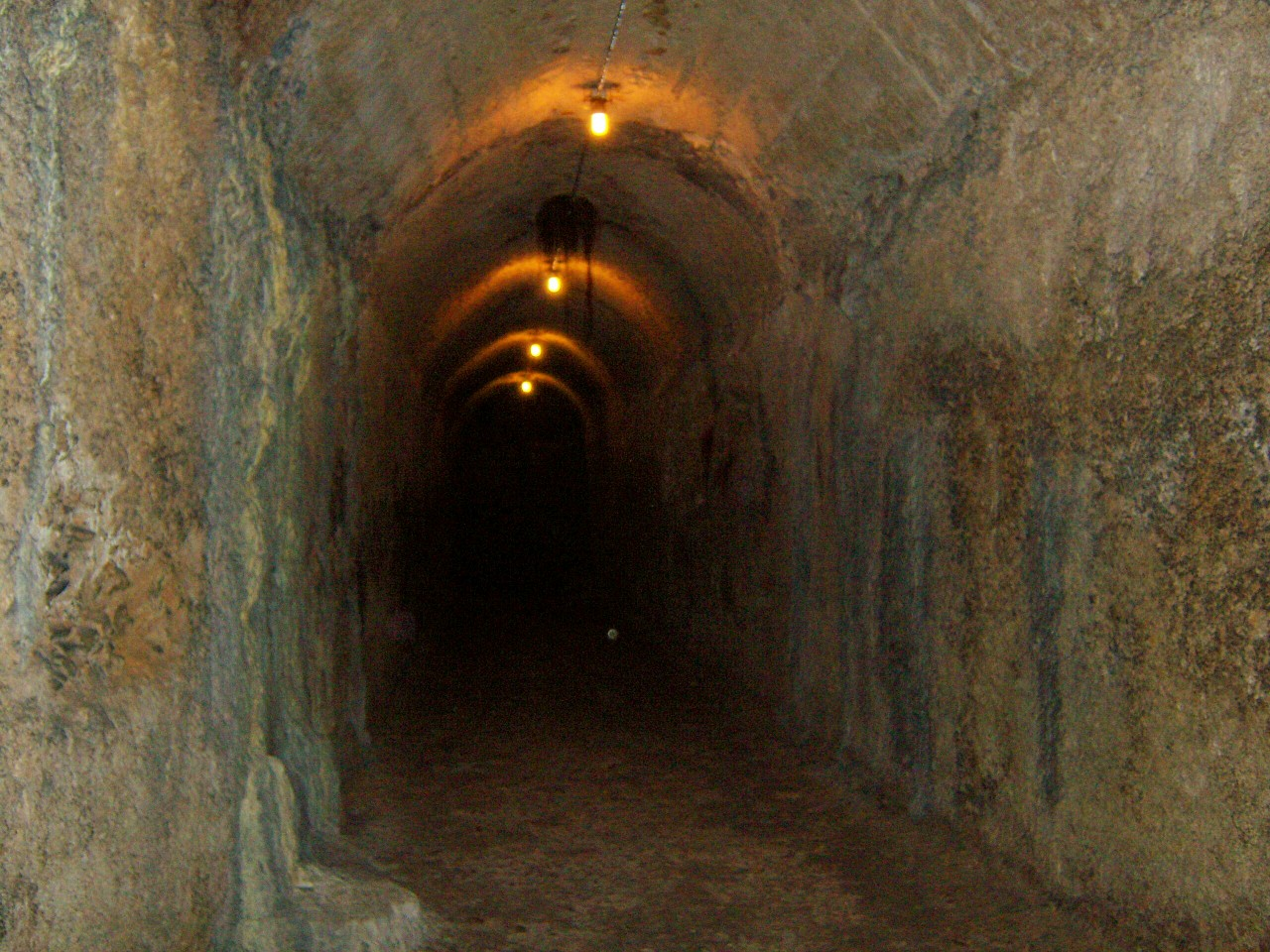
Réservoir de l'aqueduc, Urbs Salvia.

Reconnu comme parc archéologique régional en 1994, il couvre une surface de 40 hectares environ, ce qui en fait le plus important et spectaculaire de la région Marches. Le parcours de visite descend le long de la colline par un sentier très confortable long d'un kilomètre à peu près. On peut ainsi observer dans son ensemble la structure de la ville romaine, qui descend du sommet de la colline de San Biagio, en s'articulant en plusieurs terrasses naturelles, jusqu'au fond de la vallée, délimité à l'est par le talus sur le fleuve Fiastra.
On peut visiter : le réservoir de l'aqueduc romain, le théâtre, l'Edificio a nicchioni (bâtiment caractérisé par de grandes niches qui faisait fonction de mur de soutènement), la structure Temple - Criptoporticus dédiée à la déesse Salus Augusta et l'amphithéâtre, réalisé selon la volonté de Lucius Flavius Silva. 

Aussi bien lisibles sont les murs d'enceinte, conservés sur des centaines de mètres sur trois de ses quatre côtés.
Chaque année aux mois de juillet et août,  a lieu dans l'amphithéâtre une très importante saison de théâtre classique ancien.

### La Rocca de Urbisaglia
La Rocca de Urbisaglia' est une fortification militaire construite d'après la volonté de la commune de Tolentino au début du XVIe siècle, sur les ruines de précédentes fortifications, à l'endroit le plus haut de la colline de San Biagio.

Sa position, dominant l'espace urbain, nous suggère que probablement ici était localisée l'arx de la ville romaine (la citadelle, l’endroit le mieux protégé de Urbs Salvia) ; dans la Rocca, on peut voir encore aujourd'hui des traces importantes de murs romains et d'agglomérés de béton.

De forme trapézoïdale, avec le côté le plus étendu tourné vers l'extérieur pour affronter d'éventuelles attaques ennemies, la Rocca est douée de quatre tours angulaires et d'une tour portaia (d'entrée), ainsi que d'un haut donjon qui faisait fonction d'habitation pour la garnison imposée par Tolentino à Urbisaglia.
Le but fondamental de la Rocca, en effet, était de contrôler le bourg d'Urbisaglia et éviter que les Urbisalviensi se rebellassent face au gouvernement tolentinate.

## Culture
- Parc archéologique de Urbs Salvia
- Abbaye de Chiaravalle di Fiastra
- Réserve naturelle de l'abbaye de Fiastra
- Église de la Maestà
- Collégiale de San Lorenzo
- Église de l'Addolorata
- Monument aux Morts de la guerre et Musée des Armes et des Uniformes Militaires

## Administration
| Période                                  | Période  | Identité         | Étiquette     | Qualité |
| ---------------------------------------- | -------- | ---------------- | ------------- | ------- |
| 08/06/2009                               | En cours | Roberto Broccolo | Liste civique |         |
| Les données manquantes sont à compléter. |          |                  |               |         |

### Hameaux
- Convento
- Maestà

### Communes limitrophes
Colmurano, Corridonia, Loro Piceno, Petriolo, Tolentino